# Davide Frattini

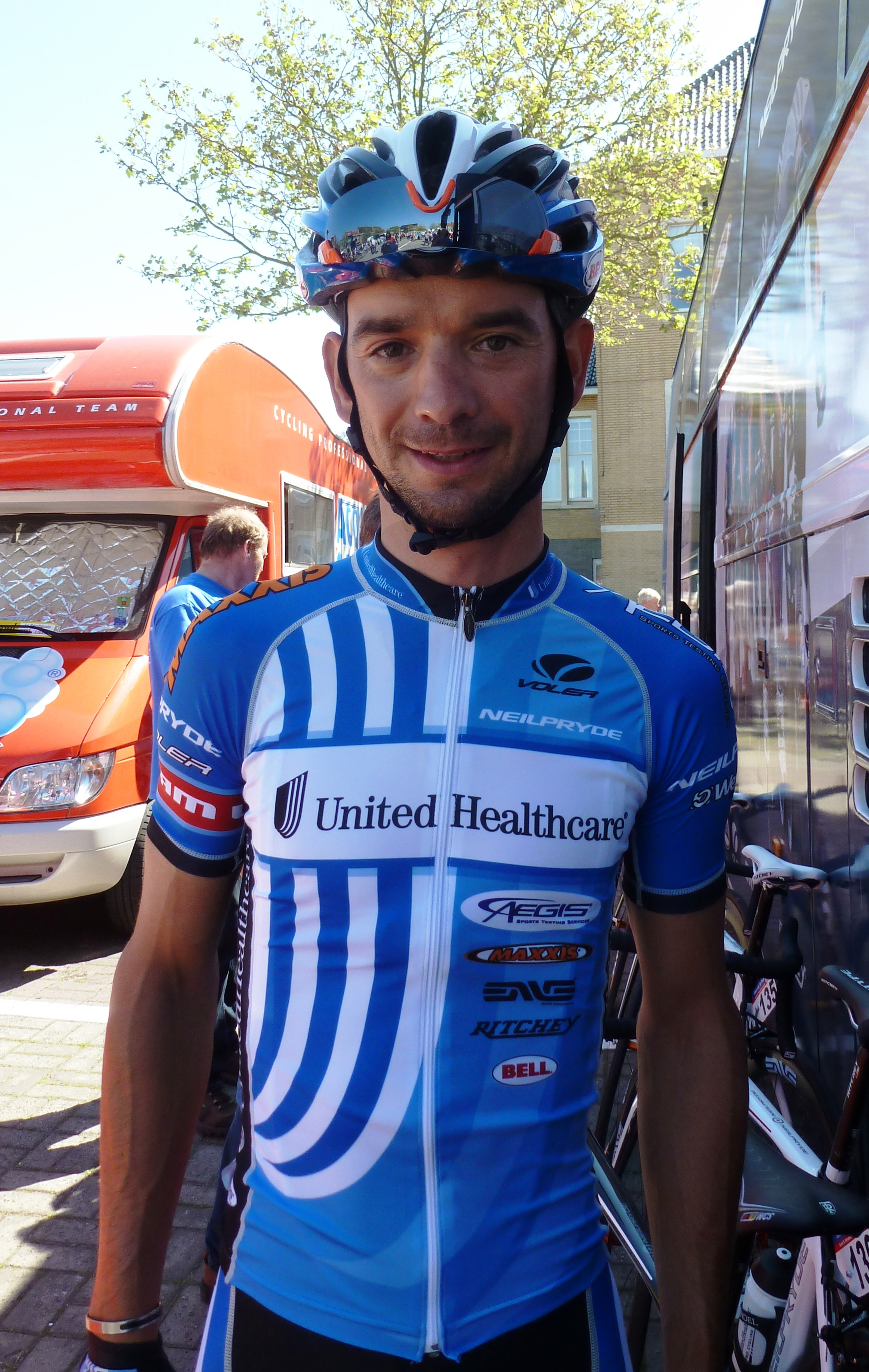
Davide Frattini

Davide Frattini (* 6. August 1978 in Varese) ist ein ehemaliger italienischer Cyclocross- und Straßen-Radrennfahrer.
Davide Frattini gewann 2001 die Gesamtwertung des Giro Ciclistico d’Italia und eine Etappe bei der Vuelta a Navarra. Daraufhin erhielt er im folgenden Jahr einen Vertrag bei dem italienischen Radsportteam Alessio. Nach zwei erfolglosen Jahren wechselte er 2004 zum US-amerikanischen Team Monex und fährt seitdem für US-Teams. Im Cyclocross gewann er 2006 den Chaibiter 9.0 in Farmington und 2007 war er beim Ceacon Cycling & Fitness Cyclo-Cross, sowie beim Highland Park Cyclo-Cross erfolgreich.

## Erfolge

### Straße
2001
- Gesamtwertung Giro Ciclistico d’Italia
- eine Etappe Vuelta a Navarra

### Cyclocross
2006/2007
- Chainbiter 9.0, Farmington

2007/2008
- Beacon Cycling & Fitness Cyclo-Cross, Bridgeton (New Jersey)
- Highland Park Cyclo-Cross, Jamesburg

2009/2010
- Nittany Lion Cross, Fogelsville
- Charm City Cross, Baltimore
- North Carolina Grand Prix - Race 2, Hendersonville

2010/2011
- Charm City Cross 1, Baltimore
- Charm City Cross 2, Baltimore
- Toronto International Cyclo-Cross 1, Toronto
- Toronto International Cyclo-Cross 2, Toronto

## Teams
- 2002 Alessio
- 2003 Alessio
- 2004 Team Monex
- 2005 Colavita Olive Oil-Sutter Home
- 2006 Colavita Olive Oil-Sutter Home Wines
- 2007 Colavita/Sutter Home-Cooking Light
- 2008 Colavita/Sutter Home-Cooking Light
- 2009 Colavita/Sutter Home-Cooking Light
- 2010 Team Type 1
- 2011 Unitedhealthcare-Maxxis
- 2012 UnitedHealthcare Pro Cycling Team
- 2013 UnitedHealthcare Pro Cycling Team